# Agyneta laetesiformis
Agyneta laetesiformis är en spindelart som beskrevs av Jörg Wunderlich 1976. Agyneta laetesiformis ingår i släktet Agyneta och familjen täckvävarspindlar.
Artens utbredningsområde är Queensland. Inga underarter finns listade i Catalogue of Life.